# Жульєта Шишманова
Жульєта Шишманова (болг. Жулиета Шишманова; 5 січня 1936 — 16 березня 1978) — болгарська гімнастка. Заслужений тренер, заслужений майстер спорту, переможниця міжнародного турніру в Празі.

## Із життєпису
Вона почала свою кар'єру в гімнастиці школяркою. У 1950-х роках Шишманова поступила в школу гімнастики, де започаткувала болгарську школу в цьому виді спорту.
В інституті фізкультури  ім. Г. Дімітрова почала займатися художньою гімнастикою у тренера Марії Хаджійської.
1963 року стала переможницею міжнародного турніру в Празі. Це її найвище  досягнення як спортсменки.
1965 року Шишманова стала тренером команди «Септемврійско знаме», а через деякий час — старшим тренером збірної  Болгарії.
Завдяки Жульєті  Шишмановій була створена болгарська школа художньої гімнастики, яка  визнана у всьому світі.
Вона виховала ціле сузір'я видатних гімнасток, у тому числі Марію Гігову — триразову чемпіонку світу (Марія Вердова Гігова (24 квітня 1947, Софія, Болгарія) — видатна болгарська спортсменка.), Нешку Робеву (Не́шка Сте́фанова Ро́бева — болгарський тренер по художній гімнастиці й хореограф) її помітила тренер Ж. Шишманова, коли Н. Робовій було 20 років.
Шишманова була удостоєна найвищої нагороди Народної Республіки Болгарії — звання Героя Соціалістичної Праці й багатьох інших нагород.
Вона була членом Міжнародної комісії при ФІЖ, головою Болгарської федерації художньої гімнастики.
Засновниця художньої гімнастики Болгарії Джульєтта Шишманова підготувати чимало чемпіонок, в їх числі і її дочка Христина Гюрова.
Христина — призерка чемпіонатів світу та Європи, бронзова призерка в багатоборстві та чемпіонка світу у вправі зі скакалкою.
16 березня 1978 року трагічно загинула в авіаційній катастрофі. Літак Ту-134, який виконував пасажирський рейс за маршрутом Софія—Варшава, а на його борту знаходилися 7 членів екіпажу і 66 пасажирів. Літак вилетів з Софійського аеропорту і почав набір висоти. Але через 10 хвилин він несподівано розвернувся і перейшов в круте зниження, після чого врізався в скелю. Це найбільша авіакатастрофа в Болгарії, забрала життя всіх хто був на борту. Серед пасажирів була збірна Болгарії з художньої гімнастики, тренер Жульєта Шишманова, акомпаніатор Сніжана Михайлова, суддя Севдаліна Попова і гімнастки Рум'яна Стефанова, Албена Петрова і Валентина Кирилова.
У клубі художньої гімнастики «Чар» міста Варна щорічно проходить турнір пам'яті загиблих гімнасток «Румі і Албена». На честь прославленої болгарської тренерки проходить турнір імені Жульєти Шишманової